# Jan Bakałowicz
Jan Bakałowicz herbu Bakałowicz (ur. 1740 w Kamieńcu Podolskim, zm. 4 listopada 1794 na warszawskiej Pradze) – inżynier wojskowy i kartograf; kierował budową fortyfikacji Pragi w okresie powstania kościuszkowskiego.

## Życiorys
Jego ojciec Stefan był burmistrzem Kamieńca, mieszczaninem. Już od dzieciństwa Jan przejawiał uzdolnienia matematyczne. W wieku 17 lat został geometrą przysięgłym.
W 1764 uzyskał tytuł inżyniera wojskowego. Po powrocie do kraju król Stanisław August Poniatowski mianował go porucznikiem artylerii koronnej i wysłał na dalsze studia wojskowe. Do kraju wrócił w 1769 i pozostał przy królu, który mianował go majorem. Dnia 2 września 1774 Poniatowski zezwolił podkomorzemu chełmińskiemu Antoniemu Michałowi Czapskiemu i jego żonie Kandydzie z Lipskich odstąpić Bakałowiczowi dzierżawę majątku królewskiego (leżącego w ziemi sochaczewskiej) obejmującego Głusk, Małą Wieś i Grochale. Gorliwe zarządzanie gospodarką w Głusku godził z pracą naukową i wojskową.
W 1775 uchwałą sejmu został nobilitowany. W latach 1781–1791 brał udział w pracach fortyfikacyjnych w Kamieńcu Podolskim.  
Napisał w języku polskim, bądź francuskim sześć książek na temat fortyfikacji wojskowych, brał udział w sporządzaniu map w różnych częściach kraju.  Był także autorem projektu kaplicy stojącej obecnie na cmentarzu w Leoncinie. W czasie powstania kościuszkowskiego sporządził plany fortyfikacji Pragi i był kierownikiem tych robót. Poległ 4 listopada 1794, w czasie obrony Pragi przed wojskami rosyjskimi.